# كمار سفلي
كمار سفلي هي قرية في مقاطعة جلفا، إيران. عدد سكان هذه القرية هو 794 في سنة 2006.